# 이사와군

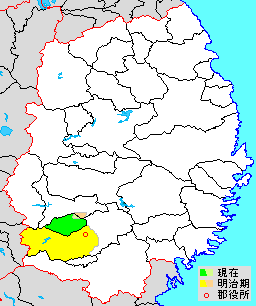
이와테현 이사와군의 위치(녹색:가네가사키정 연녹:한때 다른 군에 편입된 구역 연노랑:후에 다른 군에 편입된 구역)

이사와군(일본어: 胆沢郡, いさわぐん)은 일본 이와테현(무쓰국·리쿠추국)의 군이다.
인구 15,042명, 면적 179.76km², 인구밀도 83.7명/km².(2025년 3월 1일, 추계인구)
이하 1정으로 구성된다.
- 가네가사키정(金ケ崎町)

## 군역
1878년 행정 구역으로 발족 당시의 군역은, 위의 1정에 오슈시의 일부(기타카미강 서쪽)을 더한 구역에 해당한다.
- 1878년 11월 26일
  - 군구정촌 편제법이 이와테현에서 시행되면서, 행정 구역으로서의 이시와군이 발족.
  - 아이사리촌(相去村)의 소속이 와가군으로 변경.

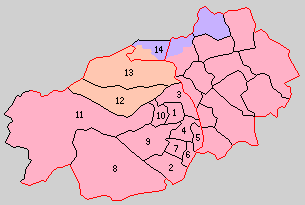
1.미즈사와정 2.마에사와정 3.사쿠라가와촌 4.신조촌 5.아네타이촌 6.시라야마촌 7.고조촌 8.고로모가와촌 9.오야마촌 10.나쓰타촌 11.와카야나기촌 12.나가오카촌 13.가네가사키촌 14.아이사리촌 (빨강:오슈시 보라:기타카미시 등색:가네가사키정)

- 1889년 4월 1일 - 정촌제 시행으로, 아래의 정촌이 발족. 따로 적은 경우 외는 전역이 현 오슈시.(2정 11촌)
  - 미즈사와정(水沢町)
  - 마에사와정(前沢町)
  - 사쿠라가와촌(佐倉河村)
  - 신조촌(真城村)
  - 아네타이촌(姉体村)
  - 시라야마촌(白山村)
  - 고조촌(古城村)
  - 고로모가와촌(衣川村)
  - 오야마촌(小山村)
  - 나쓰타촌(南都田村)
  - 와카야나기촌(若柳村)
  - 나가오카촌(永岡村): 현 가네가사키정
  - 가네가사키촌(金ヶ崎村): 현 가네가사키정
- 1897년 4월 1일 - 히가시와가군 아이사리촌(相去村)이 이사와군으로 복귀.(2정 12촌)
- 1925년 9월 1일 - 가네가사키촌이 정제 시행으로 가네가사키정(金ヶ崎町)이 됨.(3정 11촌)
- 1954년
  - 4월 1일(2정 7촌)
    - 미즈사와정·아네타이촌·사쿠라가와촌·신조촌이 에사시군 구로이시촌·하다촌과 합병하여 미즈사와시(水沢市)가 발족, 군에서 이탈.
    - 아이사리촌이 와가군 구로사와지리정·이토요촌·오니야나기촌·사라키촌·후타코촌 및 에사시군 후쿠오카촌과 합병하여 기타카미시(北上市)가 발족, 군에서 이탈.

  - 10월 1일 - 기타카미시의 일부(아이사리촌의 일부)가 가네가사키정에 편입.
- 1955년
  - 3월 1일 - 가네가사키정·나가오카촌이 합병하여, 새로이 가네가사키정이 발족.(2정 6촌)
  - 4월 1일(2정 2촌)
    - 마에사와정·고조촌·시라야마촌이 히가시이와이군 세이보촌과 합병하여, 새로이 마에사와정이 발족.
    - 오야마촌·나쓰타촌·와카야나기촌이 합병하여, 이사와촌(胆沢村)이 발족.
- 1967년 4월 1일 - 이사와촌이 정제 시행으로 이사와정(胆沢町)이 됨.(3정 1촌)
- 2006년 2월 20일 - 마에사와정·이사와정·고로모가와촌이 미즈사와시·에사시시와 합병하여 오슈시(奥州市)가 발족, 군에서 이탈.(1정)
- 2007년 10월 1일 - 가네가사키정의 표기를 "金ヶ崎町"에서 "金ケ崎町"으로 개정.

## 참고 문헌
- 《가도카와 일본 지명 대사전》 편집위원회, 편집. (1985년 2월 7일). 《가도카와 일본 지명 대사전》. 3 이와테현. 가도카와 쇼텐. ISBN 4040010302.